# 에이와촌 (후쿠시마현)
에이와촌(栄和村)은 후쿠시마현 기타아이즈군에 있던 촌이다. 현재의 아이즈와카마쓰시 마치키타정 여러개의 동네, 고야정의 여러개의 동네, 인터니시 및 에키마에정의 일부에 해당한다.

## 역사
- 1889년 4월 1일 - 정촌제 시행에 의해 5촌의 구역을 가지고 성립하였다.
- 1903년 6월 3일 - 오아자 하시메, 나카자와, 이시도, 후지무로, 가미아라쿠다는 마치키타정에, 오아자 나카누마, 고나가세, 야나가와,사카이자와, 가미코야노는 고야촌에 각각 성립하여 동일 에이와촌은 폐지되었다.

## 교통

### 철도
- 간에쓰 철도
  - 간에쓰 철도선 (현・반에쓰사이선)

### 도로
현재는 구촌 지역에 반에쓰 자동차도 아이즈와카마쓰 나들목이 소재하지만 당시엔 미개통

## 참고문헌
- 角川日本地名大辞典 7 福島県